# Fukuda Shunsuke
Shunsuke Fukuda (福田 俊介 Fukuda Shunsuke, sinh ngày 17 tháng 4 năm 1986) là một cầu thủ bóng đá người Nhật Bản. Hiện tại anh thi đấu cho Giravanz Kitakyushu ở J. League.

## Thống kê sự nghiệp câu lạc bộ
Cập nhật đến ngày 23 tháng 2 năm 2017.
| Thành tích câu lạc bộ | Thành tích câu lạc bộ | Thành tích câu lạc bộ | Giải vô địch | Giải vô địch | Cúp                   | Cúp                   | Cúp Liên đoàn | Cúp Liên đoàn | Tổng cộng | Tổng cộng |
| Mùa giải              | Câu lạc bộ            | Giải vô địch          | Số trận      | Bàn thắng    | Số trận               | Bàn thắng             | Số trận       | Bàn thắng     | Số trận   | Bàn thắng |
| Nhật Bản              | Nhật Bản              | Nhật Bản              | Giải vô địch | Giải vô địch | Cúp Hoàng đế Nhật Bản | Cúp Hoàng đế Nhật Bản | Cúp Liên đoàn | Cúp Liên đoàn | Tổng cộng | Tổng cộng |
| --------------------- | --------------------- | --------------------- | ------------ | ------------ | --------------------- | --------------------- | ------------- | ------------- | --------- | --------- |
| 2009                  | Omiya Ardija          | J1 League             | 3            | 0            | 0                     | 0                     | 2             | 0             | 5         | 0         |
| 2010                  | Omiya Ardija          | J1 League             | 7            | 0            | 2                     | 0                     | 4             | 0             | 13        | 0         |
| 2011                  | Omiya Ardija          | J1 League             | 0            | 0            | –                     | –                     | –             | –             | 0         | 0         |
| 2011                  | Kataller Toyama       | J2 League             | 19           | 2            | 2                     | 1                     | –             | –             | 21        | 3         |
| 2012                  | Kataller Toyama       | J2 League             | 35           | 4            | 1                     | 0                     | –             | –             | 36        | 4         |
| 2013                  | Omiya Ardija          | J1 League             | 1            | 0            | 0                     | 0                     | –             | –             | 1         | 0         |
| 2014                  | Omiya Ardija          | J1 League             | 9            | 0            | 4                     | 0                     | –             | –             | 13        | 0         |
| 2015                  | Omiya Ardija          | J2 League             | 12           | 2            | 1                     | 0                     | –             | –             | 13        | 2         |
| 2016                  | Omiya Ardija          | J1 League             | 2            | 0            | –                     | –                     | 1             | 0             | 3         | 0         |
| 2016                  | Giravanz Kitakyushu   | J2 League             | 23           | 0            | 1                     | 0                     | –             | –             | 24        | 0         |
| Tổng cộng sự nghiệp   | Tổng cộng sự nghiệp   | Tổng cộng sự nghiệp   | 111          | 8            | 11                    | 1                     | 6             | 0             | 129       | 9         |